# Revolutions
Revolutions (Revoluciones en español) es el noveno álbum de estudio de Jean-Michel Jarre, estrenado en 1988. El álbum abarca varios géneros, como "Sinfonía Industrial", Árabe, Pop con guitarra liviana y Jazz Electro-Étnico. El álbum alcanzó el segundo lugar en los hits británicos, la mejor posición en la lista de Jarre en ese país desde Oxygène. El concierto "Destination Docklands" en Londres coincidió con el lanzamiento del álbum.

## Temas
De este álbum se hicieron dos ediciones, la primera (la original) en 1988 y la segunda en 1994. En ambas existen diferencias en cuanto al tema Industrial Revolution y el tema Revolution, Revolutions. En cuanto al primer tema, en la versión original era un tema único, es decir no estaba dividido en partes. En la edición de 1994 se divide en cuatro partes: Obertura y tres partes numeradas. En cuanto al segundo sencillo (llamada originalmente "Revolutions"), la introducción del tema se tocaba en una flauta turca, mientras que la reedición del álbum más tarde utiliza una orquesta de cuerdas árabes para la introducción; a su vez se presenta un acompañamiento vocal diferente, cantada por un cantante árabe distinto en ambas versiones. Sin embargo en este último tema, la nueva versión comenzó a ser pública el año 1989, es decir antes de la segunda edición del álbum.
La canción London Kid fue realizada con la colaboración y participación del guitarrista Hank Marvin. Marvin estaba viviendo en Perth, Australia en aquel entonces, y en conjunto con Jean-Michel compusieron la canción por teléfono. En tanto el tema Revolution, Revolutions fue elaborado con base en una improvisación del destacado músico turco Kudsi Erguner grabada por el antropólogo Xavier Bellenger, la que sirvió como lei motiv del tema.
La canción September fue nombrada y dedicada a la activista sudafricana del ANC Dulcie September, quien fue asesinada en París el 29 de marzo de 1988.

### Lista de temas
La primera edición se vendió en los tres formatos disponibles en la época (LP, CS y CD). La segunda edición solo en CD.

#### Primera edición (1988)
| Lado A |                         |       |          |  |
| N.º    | Título                  | Autor | Duración |  |
| 1.     | «Industrial Revolution» | Jarre | 16:33    |  |
| 2.     | «London Kid»            | Jarre | 4:34     |  |
| 21:07  |                         |       |          |  |

| Lado B |                    |                       |          |  |
| N.º    | Título             | Autor                 | Duración |  |
| 3.     | «Revolutions»      | Jarre & Kudsi Erguner | 5:01     |  |
| 4.     | «Tokyo Kid»        | Jarre                 | 5:22     |  |
| 5.     | «Computer Weekend» | Jarre                 | 5:00     |  |
| 6.     | «September»        | Jarre                 | 3:52     |  |
| 7.     | «The Emigrant»     | Jarre                 | 3:56     |  |
| 23:11  |                    |                       |          |  |

#### Segunda Edición (1994)
| Revolutions, segunda edición |                                   |                       |          |  |
| N.º                          | Título                            | Autor                 | Duración |  |
| 1.                           | «Industrial Revolution, overture» | Jarre                 | 5:20     |  |
| 2.                           | «Industrial Revolution, part 1»   | Jarre                 | 5:08     |  |
| 3.                           | «Industrial Revolution, part 2»   | Jarre                 | 2:18     |  |
| 4.                           | «Industrial Revolution, part 3»   | Jarre                 | 3:47     |  |
| 5.                           | «London Kid»                      | Jarre                 | 4:34     |  |
| 6.                           | «Revolution, Revolutions»         | Jarre & Kudsi Erguner | 4:55     |  |
| 7.                           | «Tokyo Kid»                       | Jarre                 | 5:22     |  |
| 8.                           | «Computer Weekend»                | Jarre                 | 4:38     |  |
| 9.                           | «September»                       | Jarre                 | 3:52     |  |
| 10.                          | «The Emigrant»                    | Jarre                 | 4:05     |  |
| 43:50                        |                                   |                       |          |  |

## Otras versiones
| Tema                             | Álbum / Concierto                                                      | Año         | Nombre alternativo | Observaciones |
| -------------------------------- | ---------------------------------------------------------------------- | ----------- | ------------------ | --- |
| Industrial Revolution (completo) | Destination Docklands                                                  | 1988/1989   |                    | |
| Industrial Revolution (completo) | Concert pour la Tolerance                                              | 1995        |                    | |
| Industrial Revolution, overture  | ("Solidarnosc") Space of Freedom / Live From Gdańsk (Koncertw Stoczni) | 2005        | Shipyard Overture  | Versión más electrónica                                                                                                |
| Industrial Revolution, part 2    | Indoors arena tour                                                     | 2009 - 2011 |                    | |
| Industrial Revolution, part 2    | Essentials & Rarities                                                  | 2011        |                    | |
| Industrial Revolution, part 3    | Live in Monaco                                                         | 2011        |                    | |
| London Kid                       | Destination Docklands                                                  | 1988/1989   |                    | |
| London Kid                       | Destination Trocadero                                                  | 1989        |                    | Performance sin Hank Marvin                                                                                            |
| London Kid                       | Images - The Best of Jean-Michel Jarre ()                              | 1991        |                    | |
| London Kid                       | Images - The Best of Jean-Michel Jarre (remasterizado)                 | 1997        |                    | |
| Revolutions                      | Destination Docklands                                                  | 1988/1989   |                    | |
| Revolution, Revolutions          | Paris La Defense                                                       | 1990        |                    | |
| Revolution, Revolutions          | Swatch the World                                                       | 1992        |                    | |
| Revolution, Revolutions          | Concert pour la Tolerance                                              | 1995        |                    | |
| Revolution, Revolutions          | Oxygène Tour                                                           | 1997        |                    | |
| Revolution, Revolutions          | Oxygen in Moscow                                                       | 1997        |                    | |
| Revolution, Revolutions          | Nuit Electronique                                                      | 1998        |                    | |
| Revolution, Revolutions          | Jarre@ iMac night Apple Expo                                           | 1998        |                    | |
| Revolution, Revolutions          | The Twelve Dreams of the Sun                                           | 1999-2000   | Evolution          | Cambia la letra pues las palabras "Revolución" y "Sexo" (Revolution y Sex respectivamente) en Egipto están prohibidas. |
| Revolution, Revolutions          | Hymn to the Akropolis                                                  | 2001        |                    | |
| Revolution, Revolutions          | Water for Life                                                         | 2006        | Education          | Cambia la letra. Versión un poco más electrónica.                                                                      |
| Tokio Kid                        | Destination Docklands                                                  | 1988        |                    | No aparece en el álbum del concierto                                                                                   |
| Computer Weekend                 | Destination Docklands                                                  | 1988/1989   |                    | |
| Computer Weekend                 | Images - The Best of Jean-Michel Jarre (/)                             | 1991        |                    | Nueva versión |
| Computer Weekend                 | Images - The Best of Jean-Michel Jarre (remasterizado)                 | 1997        |                    | Nueva versión |
| September                        | Destination Docklands                                                  | 1988/1989   |                    | |
| The Emigrant                     | Destination Docklands                                                  | 1988/1989   |                    | |
| The Emigrant                     | ("Solidarnosc") Space of Freedom                                       | 2005        |                    | |

| Tema                                                                                        | Artista                       | Álbum                           | Año  | Nombre alternativo                     | Observaciones        |
| ------------------------------------------------------------------------------------------- | ----------------------------- | ------------------------------- | ---- | -------------------------------------- | -------------------- |
| Industrial Revolution, overture Industrial Revolution, part 1 Industrial Revolution, part 2 | Orquesta Filarmónica de Praga | The Symphonic Jean-Michel Jarre | 2006 |                                        | Versión sinfónica.   |
| Revolution, Revolutions                                                                     | Bruno Milonas & Bruce Keen    | Jarremix                        | 1998 | Revolution, Revolutions (oriental mix) | Versión electrónica. |
| Computer Weekend                                                                            | Orquesta Filarmónica de Praga | The Symphonic Jean-Michel Jarre | 2006 |                                        | Versión sinfónica.   |
| The Emigrant                                                                                | Orquesta Filarmónica de Praga | The Symphonic Jean-Michel Jarre | 2006 |                                        | Versión sinfónica.   |